# Morten Zeuthen
Morten Mikael Zeuthen (født 19. juni 1951) er en af Danmarks førende cellister, far til radioværten Iben Maria Zeuthen.
Han er uddannet hos Paul Tortelier og Asger Lund Christiansen og optræder internationalt som solist og kammermusiker.

## Karriere
Som solist har han optrådt med alle danske symfoniorkestre. Foruden at optræde solo har han en omfattende duo-virksomhed med pianisten Amalie Malling. Sammen har de optrådt i Carnegie Hall, New York, Wigmore Hall, London og Casals Hall i Tokyo. Har indspillet talrige cd’er. Indspilningen af Bachs solosuiter blev i 1994 hædret med en dansk Grammy som ”Årets Klassiske Udgivelse”, og i 2006 udnævnte det japanske ”Suzuki Classical Reviews” amme indspilning til den allerbedste sammenlignet med 110 tilgængelige indspilninger. Cd'en ”L’homme armé” med ny dansk solomusik udnævntes i 2006 som ”Årets Klassiske Soloudgivelse”. Modtog i 1996 Dansk Musikerforbunds Hæderspris.
Som kammermusiker var Morten Zeuthen fra 1976 til 2000 medlem af strygekvartetten Kontra Kvartetten, som har turneret i Europa, Japan og USA, i en periode som Den danske Stats Repræsentationsensemble. Kvartetten indspillede samlede strygekvartetter af de vigtigste danske komponister, mere end 30 cd’er. Kvartetten modtog musiktidsskriftet ”The Grammophone’s udmærkelse ”Record of the Year”, blev nomineret to gange til Nordisk Råds Musikpris og modtog særprisen for Årets ny musik udgivelse ved MIDEM festivalen i Cannes.
Som professor i cello på Det Kongelige Danske Musikkonservatorium har Morten Zeuthen fra sin ansættelse i 1996 stået i spidsen for et frodigt internationalt sammensat cellomiljø. Hans elever har vundet mange priser og positioner. Han er selv uddannet af Paul Tortelier og Asger Lund Christiansen, med kortere studieophold hos Mstislav Rostropovitsj og Arto Noras.
Som 1. cellokoncertmester i Radiosymfoniorkestret fra 1978 til 1997 har han turneret over det meste af verden og samarbejdet med nogle af verdens største dirigenter og solister. Fra 1976 til 1978 virkede han som 2. koncertmester i Det Kongelige Kapel efter i en årrække at have spillet i Sjællands Symfoniorkester. Han har således virket som koncertmester i tre af Københavns i alt fire professionelle orkestre.
Morten Zeuthen spiller på en Giuseppe Rocca-cello fra 1845.
Udnævnt til Ridder af Dannebrog i 2008.